# Cerco de Arrah
O cerco de Arrah (27 de julho - 3 de agosto de 1857) ocorreu durante o motim indiano (também conhecido como a rebelião indiana de 1857). Foi a defesa de oito dias de um anexo fortificado, ocupado por uma combinação de 18 civis e 50 membros do Batalhão da Polícia Militar de Bengala, contra 2 500 a 3 000 sipaios da Infantaria Nativa de Bengala amotinados de três regimentos e cerca de 8 000 homens de forças irregulares comandadas por Kunwar Singh, o zamindar local ou chefe que controlava a propriedade de Jagdishpur.
Uma tentativa de quebrar o cerco falhou, com cerca de 290 baixas de cerca de 415 homens no grupo de socorro. Pouco depois, um segundo esforço de socorro composto por 225 homens e três canhões de artilharia - realizado apesar das ordens específicas de que não deveria ocorrer - dispersou as forças que cercavam o prédio, sofrendo duas baixas, e o grupo sitiado escapou. Apenas um membro do grupo sitiado ficou ferido.